# Губарев Віталій Георгійович
Віталій Георгійович Гу́барев (1912, Область війська Донського — 1981, Москва) — російський радянський дитячий письменник, кіносценарист та журналіст. Автор медійного мегаміфу про Павліка Морозова, створений на замовлення комуністичної влади. Чоловік кіноактриси Тамари Носової.

## Біографія
Віталій Губарев народився 30 серпня 1912 року в Ростові-на-Дону.
Закінчив Інститут журналістики при ЦК КПРС (1934) та курси сценаристів у Болшево (1955).
Публікуватися він почав в 1931 році. Як журналіст здобув популярність після висвітлення ним убивства Павліка Морозова, був одним із творців його легенди. У 1933 році Губарев написав про ці події книгу «Один з одинадцяти», пізніше перероблену в повість «Павлік Морозов» і в п'єсу.
Як письменник-фантаст Віталій Губарев дебютував у 1951 році з повістю-казкою «Королівство кривих дзеркал», через рік була створена однойменна п'єса.
Був головним редактором газети «Пионерская правда»
Був одружений з актрисою Тамарою Носовою.

## Твори
- В Тридевятом царстве (Повість-казка)
- Королевство кривых зеркал (Повість-казка)
- Преданье старины глубокой (Повість-казка)
- Путешествие на утреннюю звезду (Повість-казка)
- Часы веков (Повість-казка)
- Трое на острове (Повість-казка)

## Екранізації
- «Королівство кривих дзеркал» (1963, співавт. сценар.)
- «У тридев'ятому царстві» (1970, автор сценар.; кіностудія ім. О. Довженка)
- «Троє на острові» (1986, мультфільм)